# Rogliano
Rogliano je grad i općina u pokrajini Cosenza u Kalabriji, regiji na jugoistoku Italije.